# Laura Banks

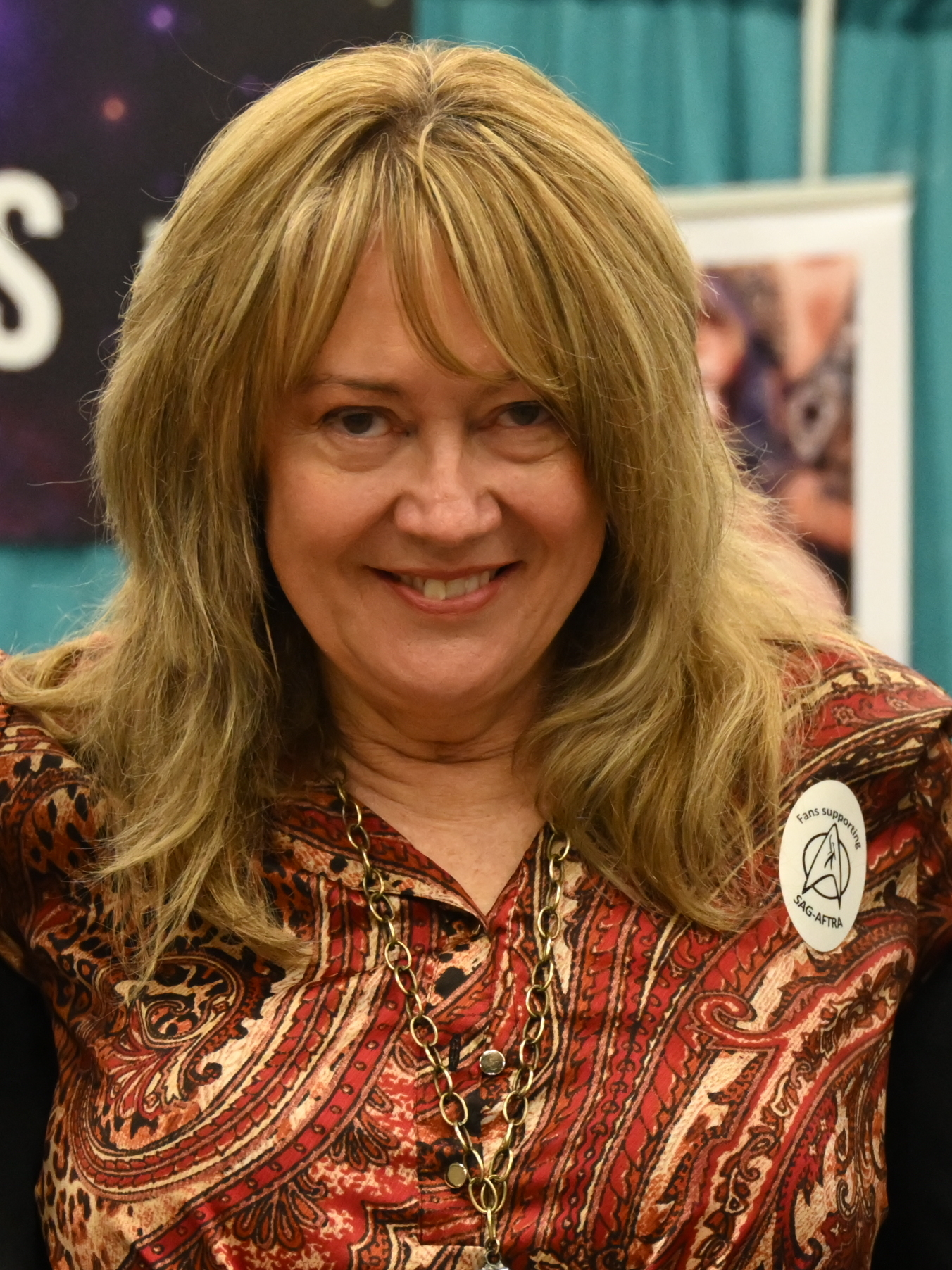
Laura Banks (2023)

Laura Banks (* 1956 in Kansas City, Kansas) ist eine US-amerikanische Schauspielerin, Stand-up-Comedian, Autorin und Radioproduzentin.

## Leben
Banks schrieb mehrere Bücher. Ihr letztes Buch Embracing Your Big Fat Ass, an Owner’s Manual wurde auch in Deutschland veröffentlicht.
1982 hatte sie ihren ersten Filmauftritt in Star Trek II: Der Zorn des Khan. Größere Rollen spielte sie in Die Solo-Kampfmaschine (1985), Die Todesinsel (1987) und Retreads (1988).

## Filmografie
- 1982: Star Trek II: Der Zorn des Khan (Star Trek: The Wrath of Khan)
- 1984: T.J. Hooker (Fernsehserie, eine Folge)
- 1985: Die Solo-Kampfmaschine (Wheels of Fire)
- 1987: Die Todesinsel (Demon of Paradise)
- 1988: Retreads
- 1993: Hexina (Hexed)
- 2008: Museum Scandals (Kurzfilm)